# Evaza philippinensis
Evaza philippinensis är en tvåvingeart som beskrevs av James 1969. Evaza philippinensis ingår i släktet Evaza och familjen vapenflugor. Inga underarter finns listade i Catalogue of Life.